# Europaspiele 2015/Karate
Bei den Europaspielen 2015 in Baku, Aserbaidschan wurden am 13. und 14. Juni 2015 insgesamt zwölf Wettbewerbe im Karate ausgetragen (je sechs für Frauen und Männer). Davon entfielen je zwei auf Kata (stilisierte Kämpfe). Veranstaltungsort war die Baku Crystal Hall.

## Medaillengewinner

### Männer
| Disziplin         | Gold                | Silber                  | Bronze             |
| ----------------- | ------------------- | ----------------------- | ------------------ |
| Klasse bis 60 kg  | Firdovsi Fərzəliyev | Luca Maresca            | Emil Pavlov        |
| Klasse bis 67 kg  | Burak Uygur         | Steven Da Costa         | Niyazi Əliyev      |
| Klasse bis 75 kg  | Rəfael Ağayev       | Luigi Busa              | Erman Eltemur      |
| Klasse bis 84 kg  | Ayxan Mamayev       | Michail Georgios Tzanos | Uğur Aktaş         |
| Klasse über 84 kg | Enes Erkan          | Jonathan Horne          | Martin Nestorovski |
| Kata              | Damián Quintero     | Mattia Busato           | Mehmet Yakan       |

### Frauen
| Disziplin         | Gold                 | Silber           | Bronze            |
| ----------------- | -------------------- | ---------------- | ----------------- |
| Klasse bis 50 kg  | Serap Özçelik        | Bettina Plank    | Alexandra Recchia |
| Klasse bis 55 kg  | Emily Thouy          | Jelena Kovačević | İlahə Qasımova    |
| Klasse bis 61 kg  | Lucie Ignace         | Merve Çoban      | Ana Lenard        |
| Klasse bis 68 kg  | Irina Zaretska       | Alisa Buchinger  | Marina Raković    |
| Klasse über 68 kg | Maša Martinović      | Meltem Hocaoğlu  | Iwanna Saizewa    |
| Kata              | Sandra Sánchez Jaime | Sandy Scordo     | Dilara Bozan      |

## Medaillenspiegel
| Rang   | Land           | Gold | Silber | Bronze | Gesamt |
| ------ | -------------- | ---- | ------ | ------ | ------ |
| 1      | Aserbaidschan  | 4    | 0      | 2      | 6      |
| 2      | Türkei         | 3    | 2      | 4      | 9      |
| 3      | Frankreich     | 2    | 2      | 1      | 5      |
| 4      | Spanien        | 2    | 0      | 0      | 2      |
| 5      | Kroatien       | 1    | 1      | 1      | 3      |
| 6      | Italien        | 0    | 3      | 0      | 3      |
| 7      | Österreich     | 0    | 2      | 0      | 2      |
| 8      | Griechenland   | 0    | 1      | 0      | 1      |
| 8      | Deutschland    | 0    | 1      | 0      | 1      |
| 10     | Nordmazedonien | 0    | 0      | 2      | 2      |
| 11     | Montenegro     | 0    | 0      | 1      | 1      |
| 11     | Russland       | 0    | 0      | 1      | 1      |
| Gesamt | Gesamt         | 12   | 12     | 12     | 36     |